# Roselda Joux
Roselda Joux (* 31. März 1950 in Aosta) ist eine ehemalige italienische Skirennläuferin.

## Karriere
Joux gehörte in den späten 1960er Jahren zu den besten italienischen Slalomläuferinnen. So wurde sie 1968 italienische Vizemeisterin im Slalom. Im selben Jahr gewann sie in der Juniorenklasse die Titel in Abfahrt, Slalom und Kombination.
Im Weltcup blieb ihr der Durchbruch zur absoluten Spitze verwehrt, ihre beste Platzierung blieb ein 5. Platz beim Slalom in Abetone am 1. März 1968.
1970 nahm sie an den Alpinen Skiweltmeisterschaften in Gröden teil, wobei sie mit Rang 32 im Riesenslalom ihr bestes Ergebnis erzielte.

## Privates
Ihre Tochter Sonia Viérin sowie ihre Enkelin Sophie Mathiou waren bzw. sind ebenfalls als Skirennläuferin aktiv.

## Erfolge

### Weltmeisterschaften
- Gröden 1970: 32. Riesenslalom, DNF Slalom[6]

### Weltcup
- Eine Platzierung unter den besten 5

### Weitere Erfolge
- Italienische Vizemeisterin im Slalom (1968)
- Bronze bei den italienischen Meisterschaften im Slalom (1969)
- Bronze bei den italienischen Meisterschaften in der Kombination (1968, 1971)